# The Sharing Tower
The Sharing Tower, voorheen De Oliphant, is een kantoorgebouw in Amsterdam. Het is een markant Y-vormig gebouw met een transparante gevel en een herkenbare verticale geometrie. Het gebouw is 65 meter hoog en telt 17 verdiepingen.
Het gebouw biedt 16.000 m² aan verhuurbare oppervlakte, met de mogelijkheid tot een eventuele uitbreiding naar meer dan 20.000 m².

## Geschiedenis
Bij de oplevering in 1992 was het een opvallend kantoorgebouw, waarbij onder andere het rode graniet, het spiegelende glas en het uitkragende dak kenmerkend waren. Het gebouw, dat rond het stadion Johan Cruijff ArenA werd ontwikkeld, was een van de eerste postmoderne kantoorgebouwen in het werkgebied Amstel III. Tussen 1993 en 2015 bood het gebouw onderdak aan de ING Bank.
In januari 2017 werd de uitgewoonde kantoortoren verkocht voor 55,3 miljoen euro.
In 2020 is een grote renovatie en nieuwbouw van De Oliphant voltooid. Het gebouw kreeg ook een nieuwe naam: The Sharing Tower. Het oude gebouw voldeed niet meer aan de werknormen van die tijd. Het gebouw werd volledig kaal gestript tot de betonnen constructie. De façade is volledig gerenoveerd en het rode graniet en groene glas zijn verdwenen. Ook de indeling van de sokkel, het middendeel en de bekroning zijn weggehaald.
Vervolgens werd een glasgevel geplaatst van ruim dertienhonderd aluminium kozijnen die van vloer tot plafond lopen voor maximale lichtinval. Aan de buitenkant zijn vinnen aangebracht die ongeveer twintig centimeter uit de gevel steken. Daarnaast werd de bovenste bouwlaag verhoogd. Het gebouw is herontwikkeld naar een transparant, stads en flexibel kantoorgebouw, waarin dynamiek, vernieuwing en duurzaamheid worden weerspiegeld. Binnen is de indeling van het gebouw aangepakt. Op de begane grond zit nu onder andere een restaurant. Het nieuwe ontwerp is bedacht door OZ Architect.
Rembrandttoren · Mondriaantoren · Y-Towers · Amsterdam Symphony · WTC H Toren · ABN AMRO-hoofdkantoor · Amstel Tower · Ito-toren · Valley · Millennium Tower · Crystal Tower · The Sharing Tower · Teleport Tower · Viñoly · Breitnertoren · Oval Tower · The Rock · Pontsteiger · La Guardia Plaza · Cross Towers · New Amsterdam · UNStudio Tower · Boekhuis · IJ-toren · A'DAM Toren · Hourglass · Vivaldigebouw · Okura Hotel · 900 Mahler · De Nederlandsche Bank · Xavier · De Spakler